# Эк, Имре
Имре Эк (венг. Imre Eck; 2 декабря 1930, Будапешт — 20 декабря 1999, там же) — венгерский танцовщик, хореограф, балетмейстер
. Заслуженный артист ВНР (1970). Выдающийся (народный артист) ВНР (1988). Лауреат государственной премии Кошута (1978).

## Биография
Учился у балетмейстера, создателя современной школы подготовки венгерского национального балета Ференца Надаси.
С 1949 года выступал на сцене Будапештского оперного театра. В 1950—1960 год ах солист балета театра. В 1960 году был приглашён в балетный коллектив в Национального театра г. Печ, где стал постановщиком. В том же году Экк поставил «Комедианты» Д. Кабалевского. Тогда же началось формирование Печского балетного коллектива, который позже стал вторым постоянно действующим балетом в стране.
В 1968 года Эк стал его директором, а затем и художественным руководителем. Ставил хореографию в театрах Венгрии и за рубежом, таких как Бостон, Белград, Хельсинки и др.
Похоронен на кладбище Керепеши.

## Творчество
Танцевальная лексика поставленных им балетов основана, в основном, на классике, включает элементы пантомимы, современного и эстрадного танца. Среди его постановок: «Комедианты» на музыку Д. Кабалевского, «Дивертисмент» на музыку Б. Бартока (обе 1961 г.), «Симфония Фауста» на музыку Ф. Листа (1973), «Калевала» на музыку Я. Сибелиуса (1974), «Игра» на музыку С. Прокофьева (1975) и другие. Любил использовать произведения современных венгерских композиторов. В 1970-е годы в его балетах появился и фольклор.

## Награды
- Заслуженный артист ВНР (1970).
- Народный артист ВНР (1988).
- Премия имени Кошута (1978).
- Премия Национального совета профсоюзов (Премия SZOT , 1975).
- Премия им. Ференца Листа (1978).
- Почётный гражданин города Печ (1992).